# Zen (álbum)
Zen es el primer álbum de la banda de rock peruano Zen, lanzado el 2002. De este álbum se desprenden cinco sencillos: Sol, Arrastrándome, Seguiré, Desparecer y Aún me tienes. Este álbum también incluye 3 Bonus Track que son temas de la banda tocados únicamente en inglés. Temas como "Sol" y "Desaparecer" (cuyo video fue lanzado el año siguiente) ocuparon prestigiosos puestos en rankings tanto nacionales como internacionales como MTV. Debido al gran éxito de este álbum la banda fue nominada en los MTV Video Music Awards Latinoamérica 2003 en la categoría Mejor Artista Nuevo donde compitieron con la banda TK banda que al final sería la ganadora.

## Lista de canciones
1. Un día más
2. Arrastrándome
3. Identidad
4. Cielo
5. Desaparecer
6. Vuelve
7. Aún me tienes
8. Sol
9. Sobrevivir
10. Seguiré
11. Abismo

Pistas adicionales

12. Nothing 

13. Stay 

14. Blind man 

## Integrantes
- Jhovan Tomasevich - voz y guitarra
- Alec Marambio - primera guitarra
- Diego Larrañaga - bajo
- Giorgio Bertoli - batería